# Escut de Balones
L'escut de Balones és un símbol representatiu oficial de Balones, municipi del País Valencià, a la comarca del Comtat. Té el següent blasonament:
| « | U, *tallat [en realitat, truncat i migpartit]. 1r de gules, el castell d'argent, *muronat [merletat], maçonat i aclarit de sable, acompanyat de dues creus planes, també d'argent; 2n, partit, 1r d'or, quatre pals de gules, 2n de gules, tres cards de tres cabets d'or, ben ordenats. Al timbre, corona reial tancada. | » |

## Història
L'escut fou aprovat per Ordre de 20 de maig de 1985, de la Conselleria de Governació i publicat en el DOGV núm. 260, del 13 de juny de 1985.
S'hi representa el Castell de Seta, del segle xi, centre de la vall de Seta; el camper de gules amb les creuetes d'argent són les armes parlants dels Cruïlles, primers senyors del castell. Els quatre pals són les armes del Regne de València. Els cards d'or sobre camper de gules, armes parlants dels Cardona, fan referència als barons i més endavant marquesos de Guadalest, senyors de Balones.